# Прибытие (фильм, 2016)
«Прибы́тие» (англ. Arrival) — американская научно-фантастическая драма 2016 года, восьмой полнометражный фильм, снятый Дени Вильнёвом по сценарию Эрика Хайссерера, основанный на рассказе 1998 года «История твоей жизни» Теда Чана. В фильме Эми Адамс играет Луизу Бэнкс, лингвиста, нанятого армией США, чтобы узнать, как общаться с инопланетянами, прибывшими на Землю, прежде чем напряжённость приведёт к войне. Джереми Реннер, Форест Уитакер и Майкл Стулбарг появляются во второстепенных ролях.
Мировая премьера фильма «Прибытие» состоялась на 73-м Венецианском кинофестивале 1 сентября 2016 года, а 11 ноября 2016 года был выпущен в прокат в США компанией Paramount Pictures. Он собрал 203 миллиона долларов по всему миру и получил признание критиков, в частности, за игру Адамс, режиссуру Вильнёва и исследование общения с внеземным разумом. Считающийся одним из лучших фильмов 2016 года, фильм «Прибытие» появился в многочисленных списках критиков по итогам года и был выбран Американским институтом киноискусства в качестве одного из десяти «Фильмов года».
Он получил 8 номинаций на 89-й церемонии вручения премии «Оскар», включая «Лучший фильм», «Лучшую режиссуру», «Лучшую операторскую работу», «Лучший адаптированный сценарий» и выиграл «Лучший звуковой монтаж». За свою игру Адамс получила номинации на премии BAFTA, Гильдии киноактёров США, Critics' Choice; на 74-й церемонии вручения премии «Золотой глобус» Адамс была номинирована на премию «Золотой глобус» за лучшую женскую роль — драма, а Йоханн Йоуханнссон был номинирован на премию «Золотой глобус» за лучшую музыку к фильму. Фильм был удостоен премии Рэя Брэдбери за выдающуюся драматическую постановку и премии «Хьюго» за лучшую постановку в 2017 году. Музыка Йоханна была номинирована на премию «Грэмми» в категории «Лучший саундтрек для визуальных медиа».

## Сюжет
Над поверхностью Земли в двенадцати местах по всему земному шару внезапно появляются огромные объекты, названные «ракушками», которые, предположительно, имеют внеземное происхождение. Пытаясь понять причины и цели их появления, спецслужбы США связываются со специалистами, привлекая в их числе лингвиста Луизу Бэнкс и астрофизика Иэна Доннели. Луизу преследуют видения о её дочери Анне, погибшей от редкой болезни в юном возрасте.
Луиза и Иэн с большой группой помощников работают на объекте в штате Монтана, однако имеют постоянную связь с аналогичными группами в одиннадцати других местах и обмениваются с ними сведениями.
Каждые 18 часов вход в ракушки открывается, и группа специалистов проникает внутрь кораблей. Корабли обитаемы, и инопланетяне пытаются вступить в контакт с землянами через своеобразную прозрачную стену. Инопланетяне напоминают земных головоногих, имея тело с радиальной симметрией и семью щупальцами; люди называют их гептаподами. Дав двум пришельцам условные имена Эбботт и Костелло (в русском дубляже Страшила и Дровосек), земляне начинают исследования структуры их языка.
Со временем Луиза овладевает письменным языком гептаподов и начинает обмениваться с ними сообщениями. Одно из их сообщений Луиза интерпретирует как «используй оружие», что сильно тревожит военных. Луиза полагает, что на многозначном языке пришельцев фраза может означать и «использовать орудие». Опасаясь враждебных намерений пришельцев, группа радикально настроенных военных проникает внутрь ракушки, закладывает взрывчатку и пытается подорвать корабль. Взрыв не наносит урона кораблю, Эбботт спасает Луизу с Иэном и переносит их обратно на Землю. Тем временем китайские военные также намерены атаковать пришельцев. Китай, Россия, а вслед за ними и все остальные страны обрывают связь с другими группами, и обмен данными прекращается.
Во время последнего сеанса Костелло объясняет Луизе, что они прибыли для того, чтобы помочь людям и объединить их, однако через три тысячи лет пришельцам понадобится помощь землян. Также она узнаёт, что Эбботт умер после взрыва.
Постепенно разбираясь в языке пришельцев, Луиза понимает, что они воспринимают время как ещё одно измерение и, соответственно, прошлое, настоящее и будущее как единое целое. Как выясняется, «оружие» означало язык гептаподов — изучив его, Луиза получает ту же способность воспринимать время как единое целое: Луизу посещают видения её встречи с китайским генералом Шаном через 18 месяцев, в ходе которой генерал благодарит Луизу за её звонок, который смог объединить страны. Луиза говорит, что не знает его номера, но генерал показывает ей номер и говорит, что теперь она его знает. Таким образом, когда решение о начале вооружённого столкновения с пришельцами уже принято, Луиза в настоящем звонит в Китай и, как доказательство своей осведомлённости, произносит генералу последние слова его умершей жены, которые знал только он («В войне нет победителей, только вдовы»), которые он также сообщил ей на встрече. Китай отменяет своё решение, страны объединяются, масштабный конфликт предотвращён.
После предотвращения конфликта ракушки пришельцев исчезают.
Во время эвакуации лагеря Доннели выражает свою любовь к Бэнкс. Они говорят о жизненном выборе и о том, изменил бы он их. Бэнкс знает, что согласится иметь с ним ребёнка, даже несмотря на то, что знает их судьбу: Анна умрёт, а Доннели покинет их после того, как узнает, что Луиза могла это предвидеть.

## В ролях
| Актёр                 | Роль                           |
| --------------------- | ------------------------------ |
| Эми Адамс             | лингвист доктор Луиза Бэнкс    |
| Джереми Реннер        | астрофизик Иэн Доннели         |
| Форест Уитакер        | полковник Вебер                |
| Майкл Стулбарг        | агент Хэлперн                  |
| Ци Ма                 | генерал Шан                    |
| Марк О’Брайан         | капитан Маркс                  |
| Жадин Мэлоун          | дочь Луизы Бэнкс Анна          |
| Кармелла Носса Гуиззо | дочь Луизы Бэнкс Анна в 4 года |
| Эбигейл Пниовски      | дочь Луизы Бэнкс Анна в 8 лет  |
| Джулия Скарлетт Дэн   | дочь Луизы Бэнкс Анна в 12 лет |

## Съёмочная группа
- продюсеры: Пол Барбо[англ.], Глен Баснер, Дэн Коэн, Эрик Хайссерер, Шон Леви, Дэвид Линд[англ.], Аарон Райдер
- режиссёр: Дени Вильнёв
- сценаристы: Тед Чан, Эрик Хайссерер
- композитор: Йохан Йоханнссон
- оператор: Брэдфорд Янг
- художник-постановщик: Патрис Верметт[англ.]
- подбор актёров: Джекки Бёрч
- монтаж: Джо Уокер[англ.]
- костюмер: Рени Эйприл
- декорации: Пол Хотте

## Производство
В апреле 2014 года стало известно, что Дени Вильнёв планирует снять фильм по адаптированному сценарию Эрика Хайссерера, при этом Эми Адамс рассматривалась на главную роль.
Съёмки фильма начались 7 июня 2015 года в Монреале.

## Отзывы и оценки
| Рейтинги            | Рейтинги |
| Издание             | Оценка   |
| ------------------- | -------- |
| Роджер Эберт        | [ 15 ]   |
| Джеймс Берардинелли | [ 16 ]   |
| Boston Globe        | [ 17 ]   |
| Washington Post     | [ 18 ]   |
| Rolling Stone       | [ 19 ]   |
| Guardian            | [ 20 ]   |
| Telegraph           | [ 21 ]   |

Фильм получил хвалебные оценки кинокритиков. На сайте Rotten Tomatoes фильм имеет рейтинг 82 % на основе зрительских рецензий и 94 % на основе рецензий критиков. На сайте Metacritic фильм получил оценку 81 из 100 на основе 52 рецензий, что соответствует статусу «всеобщее признание». «The New York Times» назвал картину шедевром научной фантастики, унаследовавшим свои гены от «Космической одиссеи 2001 года» и «Соляриса».
В российской прессе фильм также получил признание.  Журнал «Мир фантастики» опубликовал хвалебную рецензию, написанную в виде письма автора самому себе из прошлого. О фильме положительно отзывались в изданиях «Российская газета», «Афиша», The Village и подавляющем большинстве других. Среди немногих исключений оказался Film.ru, чей критик Борис Иванов назвал фильм «умной, интересной, интригующей, но одноразовой научно-фантастической драмой о налаживании контакта с причудливыми инопланетянами».
В декабре многие издания, в частности «Афиша», «Мир фантастики», WhatCulture, io9, Den of Geek, The Atlantic, Blastr и Digital Trends назвали «Прибытие» лучшим фильмом 2016 года. The Guardian поставили его на третье место в своём топе.

## Награды и номинации
| Премия                              | Категория                                     | Номинант                                            | Результат |
| ----------------------------------- | --------------------------------------------- | --------------------------------------------------- | --------- |
| «Оскар»                             | Лучший фильм                                  | Шон Леви, Дэн Ливайн, Аарон Райдер, Дэвид Линд      | Номинация |
| «Оскар»                             | Лучший режиссёр                               | Дени Вильнёв                                        | Номинация |
| «Оскар»                             | Лучший адаптированный сценарий                | Эрик Хайссерер                                      | Номинация |
| «Оскар»                             | Лучшая операторская работа                    | Брэдфорд Янг                                        | Номинация |
| «Оскар»                             | Лучший монтаж                                 | Джо Уокер                                           | Номинация |
| «Оскар»                             | Лучшая работа художника-постановщика          | Патрис Верметт, Пол Хотте                           | Номинация |
| «Оскар»                             | Лучший звук                                   | Бернард Гарипи Стробл, Клод Ла Хэй                  | Номинация |
| «Оскар»                             | Лучший звуковой монтаж                        | Сильвен Бельмар                                     | Победа    |
| «Золотой глобус»                    | Лучшая женская роль — драма                   | Эми Адамс                                           | Номинация |
| «Золотой глобус»                    | Лучшая музыка к фильму                        | Йохан Йоханнссон                                    | Номинация |
| BAFTA                               | Лучший фильм                                  | Дэн Ливайн, Шон Леви, Дэвид Линд, Аарон Райдер      | Номинация |
| BAFTA                               | Лучший режиссёр                               | Дени Вильнёв                                        | Номинация |
| BAFTA                               | Лучшая женская роль                           | Эми Адамс                                           | Номинация |
| BAFTA                               | Лучший адаптированный сценарий                | Эрик Хайссерер                                      | Номинация |
| BAFTA                               | Лучшая музыка к фильму                        | Йохан Йоханнссон                                    | Номинация |
| BAFTA                               | Лучшая операторская работа                    | Брэдфорд Янг                                        | Номинация |
| BAFTA                               | Лучший монтаж                                 | Джо Уокер                                           | Номинация |
| BAFTA                               | Лучшие визуальные эффекты                     | Луис Морин                                          | Номинация |
| BAFTA                               | Лучший звук                                   | Клод Ла Хэй, Бернар Гарьепи Стробл, Сильвен Бельмар | Победа    |
| «Выбор критиков»                    | Лучший фильм                                  |                                                     | Номинация |
| «Выбор критиков»                    | Лучший научно-фантастический фильм или хоррор |                                                     | Победа    |
| «Выбор критиков»                    | Лучший режиссёр                               | Дени Вильнёв                                        | Номинация |
| «Выбор критиков»                    | Лучшая женская роль                           | Эми Адамс                                           | Номинация |
| «Выбор критиков»                    | Лучший адаптированный сценарий                | Эрик Хайссерер                                      | Победа    |
| «Выбор критиков»                    | Лучшая музыка к фильму                        | Йохан Йоханнссон                                    | Номинация |
| «Выбор критиков»                    | Лучшая операторская работа                    | Брэдфорд Янг                                        | Номинация |
| «Выбор критиков»                    | Лучший монтаж                                 | Джо Уокер                                           | Номинация |
| «Выбор критиков»                    | Лучшая работа художника-постановщика          | Патрис Верметт, Пол Хотте, Андре Валаде             | Номинация |
| «Выбор критиков»                    | Лучшие визуальные эффекты                     |                                                     | Номинация |
| «Сатурн»                            | Лучший научно-фантастический фильм            |                                                     | Номинация |
| «Сатурн»                            | Лучший режиссёр                               | Дени Вильнёв                                        | Номинация |
| «Сатурн»                            | Лучшая женская роль                           | Эми Адамс                                           | Номинация |
| «Сатурн»                            | Лучший сценарий                               | Эрик Хайссерер                                      | Победа    |
| «Сатурн»                            | Лучший монтаж                                 | Джо Уокер                                           | Номинация |
| «Сатурн»                            | Лучшие визуальные эффекты                     | Луис Морин, Риал Косгроув                           | Номинация |
| Венецианский кинофестиваль          | Золотой лев                                   | Дени Вильнёв                                        | Номинация |
| Венецианский кинофестиваль          | Arca CinemaGiovani Award                      | Дени Вильнёв                                        | Победа    |
| Венецианский кинофестиваль          | Future Film Festival Digital Award            | Дени Вильнёв                                        | Победа    |
| Национальный совет кинокритиков США | Лучшая женская роль                           | Эми Адамс                                           | Победа    |
| Национальный совет кинокритиков США | Топ 10 лучших фильмов года                    |                                                     | Победа    |
| Премия Гильдии киноактёров США      | Лучшая женская роль                           | Эми Адамс                                           | Номинация |
| Премия Гильдии продюсеров США       | Лучший фильм                                  | Дэн Ливайн, Шон Леви, Дэвид Линд, Аарон Райдер      | Номинация |
| Премия Гильдии режиссёров США       | Лучший режиссёр                               | Дени Вильнёв                                        | Номинация |
| Премия Гильдии сценаристов США      | Лучший адаптированный сценарий                | Эрик Хайссерер                                      | Победа    |